# S/S President Coolidge
S/S President Coolidge var en kryssningsfartyg som ursprungligen byggdes, tillsammans med systerfartyget S/S President Hoover, för Dollar Steamship Lines. De var, när de sjösattes på 1930-talet, de största handelsfartygen som USA någonsin byggt. 1938 gick Dollar Steamship Lines i konkurs och fartyget övergick till American President Lines. 1941 gjordes fartyget om till truppfartyg med verksamhet i sydvästra Stilla havet under andra världskriget.
Fartyget löpte av stapeln i februari 1931 och byggdes av Newport News Shipbuilding & Drydock Co. i Newport News i Virginia, USA. Fram till andra världskriget, drevs fartyget av American President Lines som en lyxkryssare med passagerartrafik och godstransporter över Stilla havet. Coolidge målgrupp var semesterfirare som sökte solen i Oceanien och Fjärran östern. Under hennes tid som lyxkryssare bröt hon flera hastighetsrekord på då återkommande turerna från San Francisco i USA till Japan. Passagerare upplevde lyxen på fartyget med stora hytter och lounger (sällskapsrum), telefoner på rummen, två saltvattenspooler, en frisersalong, skönhetssalong, gym och läskautomat.

## Andra världskriget
I mars 1939, kom President Coolidge bli det sista fartyget som siktade den kinesiska djonken Sea Dragon, byggd och seglad av den amerikanske äventyraren Richard Halliburton, innan hon försvann i en tyfon cirka 1 900 km väster om Midwayöarna.
År 1941, då krigsaktiviteterna ökade, började krigsdepartementet använda President Coolidge för enstaka resor till Honolulu och Manila. Hon hjälpte också till att evakuera amerikaner från Hongkong när relationerna mellan Japan och Storbritannien blev ansträngda 1940. Hon kallades senare in för att assistera i evakueringar av många människor från Asien när Japans angrepp ökade. I juni 1941, kom Coolidge i tjänst för Amerikas armé som transportfartyg för att förstärka garnisoner i Stilla havet. Några månader senare attackerade Japan Pearl Harbor den 7 december 1941. Efter detta, blev Coolidge av med sin grannplåt, målades militärgrå, bestyckad med kanoner och omvandlat till truppfartyg. Många av inventarierna togs bort eller bordades upp som skydd. Efter att hon fullständigt konverterats 1942, kunde hon bära över 5 000 soldater. Som truppfartyg var hon inte tänkt att se krigshandlingar. Under de första månaderna i tjänst, seglade hon till hamnar såsom Melbourne, Wellington, Auckland, Bora Bora och Suva. Den 6 oktober, lade hon ut från sin hemmahamn San Francisco för Nya Kaledonien och Espiritu Santo i Vanuatu.
En stor militärbas och örlogshamn hade skapats på Espiritu Santo och hamnen skyddades av många sjöminor. Information om säker inresa i hamnen hade av misstag utelämnats i fartygets seglatsorder, och när hon anlände till Santo den 26 oktober, försökte Coolidge, av rädsla för japanska ubåtar och omedveten om minfältet, gå in i hamnen genom den största och mest uppenbara kanalen. En mina slog fartygets maskinrum och ögonblick senare, slog en andra mina nära aktern.
Kapten Henry Nelson, visste då att han skulle förlora skeppet och sprang runt fartyget och beordrade trupperna att överge fartygen. Utan att veta att fartyget skulle sjunka, blev trupperna tillsagda att lämna alla sina tillhörigheter under intrycket att de skulle genomföra räddningsaktioner de närmsta dagarna.
Under de kommande 90 minuterna, gick 5 340 män i land. Ingen panik uppstod, en del till och med promenerade i land. Men kaptenens försök att sätta fartyget på stranden misslyckades på grund av korallrevet. Coolidge fick slagsida, sjönk och gled nerför sluttningen, ner i kanalen. Hon vilar nu på babordsidan, med fören på ett djup av 20 meter och aktern 70 meter ner i vattnet.
Två personer omkom när fartyget sjönk: Den förste var brandmannen Robert Reid, som arbetade i maskinrummet och dog när första minan slog emot fartyget. Den andra, var kapten Elwood J. Euart, US Army Field Artillery, som säkert gått i land, men fick reda på att det ännu stod soldater i sjukstugan på fartyget som inte kunde komma ut. Han gick därför tillbaka till fartyget och lyckades rädda dessa, men kom inte undan själv utan följde med fartyget ned. Ett minnesmärke över Kapten Euart finns på stranden nära Coolidge.
En video om att dyka runt vraket och om soldatkompaniet på skeppet, Company E, gjordes 1984. Den heter Grave of the President.

## Administrativa förfrågningar
Tre officiella förfrågningar gjordes i samband med sänkningen. Den första preliminära undersökningsdomstolen sammanträdde 12 november 1942 ombord på USS Whitney på order av amiral William Halsey, Jr.. Undersökningsdomstolen rekommenderade att ytterligare anklagelser skulle läggs mot kapten Nelson. Ärendet lämnades över till en militärkommitté som sammanträdde i Nouméa på Nya Kaledonien den 8 december 1942. Kommittén frikände kapten Nelson. Från Undersökningsdomstolen framkom att fartyget inte fått all tillgänglig taktisk information, framför allt den gällande minornas placering. Denna enkla förvarning kunde ha förhindrat olyckan. Resultatet ogillades av Navy Department, och han överlämnades till en kustbevaknings undersökningsstyrelse när han återvände till USA den 6 februari 1943. Utredningsstyrelsen lade dock ned ärendet.

## Efter kriget
Efter kriget genomfördes dykningar där man tog upp föremål såsom propellerbladen, bunkerolja, mässingshöljen med snäckor, elektriska motorer, kopplingsdosor och kopparrör. Vanuatus regering beslutade dock den 18 november 1983 att inga föremål skulle få tas upp från Coolidge. Sedan dess har fartyget används för sportdykning.

## Att dyka runtCoolidge
Dykare ser med en gång när de dyker ett till stora delar intakt kryssnings- och militärfartyg. De kan simma genom ett antal hål och däck (jordbävningar har gjort att sektioner fallit ihop). Det finns kanoner, jeepar, hjälmar, lastbilar och personliga tillhörigheter, en staty av "The Lady" (en porslinsrelief av en kvinna på en enhörning), kandelabrar och en mosaikprydd fontän. Korall växer omkring vraket och havssköldpaddor, barracudor, muränor, pterois och korallrevsfiskar finns i vattnen.
Vraket ligger på sidan 21–73 meter djupt och är kanske det mest tillgängliga skeppsvraket av sin storlek och typ. Det är en av de främsta dykplatserna genom dess relativt grunda område, nära till stranden och de klara vattnen. Djupet innebär att sportdykare med försiktighet och dekomprimersingsstopp kan utforska stora delar av vraket utan särskild utrustning. Vrakets storlek i kombination med dess gradvisa nedåtlutning innebär att man som dykare måste vara försiktig då ens referensram kan bli skev så att man inte uppfattar hur djupt man är.